# Blepharella abana
Blepharella abana là một loài ruồi trong họ Tachinidae.